# Japans Grand Prix 1991
Japans Grand Prix 1991 var det femtonde av 16 lopp ingående i formel 1-VM 1991.

## Resultat
1. Gerhard Berger, McLaren-Honda, 10 poäng
2. Ayrton Senna, McLaren-Honda, 6
3. Riccardo Patrese, Williams-Renault, 4
4. Alain Prost, Ferrari, 3
5. Martin Brundle, Brabham-Yamaha, 2
6. Stefano Modena, Tyrrell-Honda, 1
7. Nelson Piquet, Benetton-Ford
8. Mauricio Gugelmin, Leyton House-Ilmor
9. Thierry Boutsen, Ligier-Lamborghini
10. Alex Caffi, Footwork-Ford
11. Gabriele Tarquini, Fondmetal-Ford

### Förare som bröt loppet
- Érik Comas, Ligier-Lamborghini (varv 41, generator)
- Pierluigi Martini, Minardi-Ferrari (39, elsystem)
- Michael Schumacher, Benetton-Ford (34, motor)
- Johnny Herbert, Lotus-Judd (31, motor)
- Satoru Nakajima, Tyrrell-Honda (30, snurrade av)
- Aguri Suzuki, Larrousse (Lola-Ford) (26, motor)
- Gianni Morbidelli, Minardi-Ferrari (15, hjul)
- Nigel Mansell, Williams-Renault (9, snurrade av)
- Alessandro Zanardi, Jordan-Ford (7, växellåda)
- Mika Häkkinen, Lotus-Judd (4, motor)
- Andrea de Cesaris, Jordan-Ford (1, kollision)
- JJ Lehto, BMS Scuderia Italia (Dallara-Judd) (1, kollision)
- Emanuele Pirro, BMS Scuderia Italia (Dallara-Judd) (1, kollision)
- Karl Wendlinger, Leyton House-Ilmor (1, kollision)
- Jean Alesi, Ferrari (0, motor)

### Förare som ej kvalificerade sig
- Michele Alboreto, Footwork-Ford
- Nicola Larini, Lambo-Lamborghini
- Eric van de Poele, Lambo-Lamborghini
- Eric Bernard, Larrousse (Lola-Ford)

### Förare som ej förkvalificerade sig
- Mark Blundell, Brabham-Yamaha
- Naoki Hattori, Coloni-Ford